# Spielbankenaffäre (Niedersachsen)
Als Spielbankenaffäre werden zwei niedersächsische Skandale bezeichnet. Der 1987 publik gewordene Unterschlagungsskandal führte zur Aufhebung der privaten Spielbank-Konzessionen und zur Verstaatlichung der niedersächsischen Spielbanken. Der 2000 offenbar gewordene Betrugsskandal zog die Suspendierung mehrerer Spielbankmitarbeiter nach sich.

## Hannover/Bad Pyrmont
Der private Betreiber Marian Felsenstein, der die Spielbank Hannover/Bad Pyrmont heruntergewirtschaftet hatte, sorgte im Jahr 1988 mit der Spielbankenaffäre für einen veritablen Skandal der niedersächsischen CDU/FDP-Regierung. Das Kasino war in Konkurs gegangen, weil Felsenstein sich aus den Kasinoeinnahmen bediente, um seiner eigenen Spielsucht zu frönen.
Wilfried Hasselmann musste am 31. Oktober 1988 als für die Aufsicht verantwortlicher Innenminister im Kabinett von Ernst Albrecht auf Druck der Opposition unter Gerhard Schröder (SPD) demissionieren, weil er die Annahme von Spenden verschwiegen hatte. Auch die Ehefrau des Ministerpräsidenten, Heidi Adele Albrecht, geriet zeitweise in die Kritik, weil sie Spielbankchef Marian Felsenstein um Geld für humanitäre Zwecke gebeten und für dessen Spenden gedankt hatte.
Als Folge dieser Vorgänge wurden die niedersächsischen Spielkasinos verstaatlicht.
1988 setzte der Niedersächsische Landtag zu den Vorgängen einen Untersuchungsausschuss ein (Siehe auch: Liste der Untersuchungsausschüsse des Niedersächsischen Landtags).

## Hittfeld
Über einen Betrugsskandal mit kriminellem Einschlag in den Jahren 1993 bis 2000 in der Spielbank Hittfeld gab es Presseberichte. Bestimmte Mitarbeiter sollen sich dort selbst bedient haben. Ein Roulettekessel soll manipuliert worden sein. Außerdem bestand der Verdacht, dass Croupiers verspätetes Setzen zugelassen und überhöhte Gewinne ausbezahlt hätten. Die Staatsanwaltschaft in Lüneburg hat jedoch ihr Verfahren wegen Betrugsverdachts und Untreue aus Mangel an Beweisen eingestellt. Im Jahr 2000 wurden von der Geschäftsleitung der Spielbanken Niedersachsen GmbH, Hannover, 13 Mitarbeiter vom Dienst suspendiert.